# Encentrum sutoroides
Encentrum sutoroides is een raderdiertjessoort uit de familie Dicranophoridae. De wetenschappelijke naam van deze soort is voor het eerst geldig gepubliceerd in 1940 door Wulfert.